# لیروی شیلد
لیروی شیلد (انگلیسی: Leroy Shield؛ ‏ ۲ اکتبر ۱۸۹۳ – ۹ ژانویهٔ ۱۹۶۲) موسیقی‌دان و آهنگساز اهل ایالات متحده آمریکا بود.
از فیلم‌هایی که وی در آن‌ها نقش داشته است، می‌توان به دردسرهای ماهیگیری، بندرگاه قدیمی!، اولین اشتباه آن‌ها، من و رفیقم، زن ما، روابط ما، بداخلاق‌ها، در مسیر اشتباه، ژست‌های مخاطره‌آمیز، ترمیم‌کنندگان زناشویی، دست مریزاد، حریره و شیر، غلیظ‌تر از آب و بانی اسکاتلند اشاره نمود.